# Кубок обладателей кубков КОНМЕБОЛ
Кубок обладателей кубков (в оригинале Copa Ganadores de Copa или Recopa Sudamericana de Clubes) — южноамериканский футбольный турнир, организованный КОНМЕБОЛ и разыгранный в 1970 году. Второй розыгрыш, сыгранный в 1971 году, был трансформирован в товарищеский турнир в связи с массовым отказом клубов.
В турнире принимали участие обладатели национальных кубков или лучшие в чемпионатах клубы, не попавшие в Кубок Либертадорес.

## Победители
| Сезон      | Победитель   | Счёт     | Финалист      |
| ---------- | ------------ | -------- | ------------- |
| 1970 Обзор | Марискаль    | 0:0, 2:0 | Эль Насьональ |
| 1971 Обзор | Америка Кито |          |               |